# Guàrdia Nacionalista Àrab
La Guàrdia Nacionalista Àrab (àrab: الحرس القومي العربي, al-Ḥaras al-Qawmī al-ʿArabī) és una milícia voluntària secular que opera a Síria. El grup té una ideologia nacionalista àrab, i s'allunya de qualsevol extremisme religiós, ètnic, o sectari. Els membres de la Guàrdia Nacionalista Àrab són combatents que provenen de diversos països àrabs, entre ells Egipte, l'Iraq, Líban, Palestina, Tunísia, Síria, i el Iemen. Alguns dels seus militants ja han lluitat prèviament a la Guerra Civil Líbia i a la Guerra de l'Iraq.
La ideologia del grup està en línia amb els ideals panarabistes, antisionistes i anticolonialistes. La Guàrdia Nacionalista Àrab té el seu propi manifest, on s'estableix que les seves unitats militars seran anomenades amb els noms dels polítics àrabs i nord-africans, que han liderat moviments seculars i nacionalistes, i que han estat assassinats pels islamistes.